# Raimondo Flores
Raimondo Flores D'Arcais (Cagliari, 31 ottobre 1876 – Padova, 3 febbraio 1927) è stato un dirigente sportivo italiano, presidente del Calcio Padova dal 1920 al 1921.

## Biografia
Professore di origini sarde, eredita la carica dall'ingegner Eugenio Vianello quando la squadra è già una realtà regionale bene avviata. Il Padova, sotto la sua guida, disputa e vince il raggruppamento veneto di Prima Categoria dell'Italia Settentrionale. Qualificata per il girone B delle semifinali nazionali, chiude l'esperienza al sesto posto. Ha il merito di intensificare l'attività agonistica biancoscudata: tra il 1919 e il 1920, oltre alle consuete amichevoli, si disputano anche la Coppa Luigi Storto a Venezia e la Coppa Appiani a Padova.

## Fonti
- Biancoscudo, cent'anni di Calcio Padova, a cura di Massimo Candotti e Carlo Della Mea (contributi di Paolo Donà, Gabriele Fusar Poli, Andrea Pistore, Marco Lorenzi e Massimo Zilio), EditVallardi 2009.